# ЛТП (танк)
ЛТП (аббр. от Лёгкий Танк лейтенанта Проворнова) —  аванпроект лёгкого танка, спроектированный командиром, а позже — лейтенантом Константином Яковлевичем Проворновым. Чертёж танка был осуществлён после нового технического задания на новый лёгкий танк. Наряду с МТ-25, ЛТП разрабатывался для замены Т-60, Т-70 и Т-80. Проект был принят, но не рассмотрен по причине того, что ГАБТУ КА сочла выпуск данного танка бесполезным.

## Идея к созданию
5 июля 1942 года вышло новое постановление ГКО № 1958сс «О производстве танков Т-34 и Т-70». Постановление урегулировало производство некоторых танков. Так, в пользу более совершенного Т-70, прекращалось производство малых танков Т-60. Также, завод №264 в Сталинграде полостью перешёл на выпуск танковых корпусов для Т-34.
В этот же день на адрес отдела изобретений Главного АвтоБронетанкового Управления Красной Армии  пришло письмо, в котором находился проект боевой машины, по своим характеристикам вполне способной заменить Т-60. Автором проекта являлся лейтенант Константин Яковлевич Проворнов.
Т-60 к 1942 году уже изрядно устарел, а относительно новый Т-70 ввиду своей недоработанности не отвечал всем современным требованиям для лёгкого танка. Т-70 представлял собой небольшую машину, в котором силовая установка находилась справа от механика-водителя, при этом башня была смещена влево. Из этого выходило что у него плотная компоновка, что влияет на живучесть — она была скромной. Кроме того, некоторые компоновочные решения, оставляли не слишком большой простор для модернизаций. Также, в конце 1942 года появилась модификация Т-80 с двухместной башней, у которой также были проблемы, не только с живучестью, но и с надёжностью двигателя и трансмиссии. Модификацию сочли неудачной. Кроме того, дальнейшее развитие всей серии данных лёгких танков сочли бесполезной.

## Описание конструкции
Танк весил скромные 11 тонн. Сам изобретатель вдохновлялся средним танком Т-34. В чертах ЛТП прослеживаются конструктивные особенности  корпуса и башни танка — приличная толщина брони под большими углами наклона, башня также напоминает башню Т-34, а также некоторые компоновочные решения тоже взяты у Т-34. Кроме того в проекте предусматривались конструктивные решения и других советских танков —Т-26 и Т-60.

### Корпус
Корпус проектного танка был крайне схож с корпусом Т-34. Также, бронирование танка предполагалось на уровне ~45 мм. Объём танка также делился на три основных отделения: боевое, моторно-трансмиссионное и отделение управления.

#### Боевое отделение
В боевом отделении должно было находится орудие танка, спаренное с пулемётом ДТ. Также в боевом отделении должен был располагаться командир танка, а также, по документам к проекту, — заряжающий.

#### Моторно-трансмиссионное отделение
Двигатель — спарка автомобильных двигателей ГАЗ-11 — располагался в задней части танка. 
Трансмиссия включала в себя некоторые элементы танка Т-60, например, бортовые передачи. Трансмиссия располагалась в кормовой части танка. По проекту топливные баки также должны были располагаться в моторно-трансмиссионном отделении слева и справа от двигателя, что в лучшую сторону играло на живучесть танка. Масляные радиаторы предполагалось разместить над двигателями подобно лёгкому танку Т-26. 

#### Отделение управления
Расположение отделения управления классическое — в лобовой части танка. В отделении должно было располагаться место для механика-водителя. Управление танком осуществлялось рычагами управления и педалями. Также механику-водителю отводился большой люк, на подобии Т-34, с двумя приборами наблюдения.
Кроме того, в лобовом листе корпуса было предусмотрено расположение курсового пулемёта ДТ в шаровой установке. Стрельбу из него должен был осуществлять механик-водитель.

### Башня
Башня ЛТП имеет сходство с башней Т-34. Согласно письменной документации к проекту, при изготовлении башни предполагалось использование литья.
По проекту башня танка должна быть двухместной. Но по чертежам башня имеет малый объём, кроме того сам корпус имел малый объём. При этом погон башни не мог иметь большой диаметр, а в следствии — не было возможно размещение двух членов экипажа, хоть широкий погон и предполагался. Сама башня должна была иметь смотровые щели по бортам. На крыше — вентилятор для отвода газов, защищённый бронеколпаком. В распоряжении экипажа должен был быть большой люк на подобии ранних Т-34 и смотровой прибор на крыше башни, предположительно для командира.

#### Командир
Сидение командира танка должно было размещаться сразу после казённика орудия. Кроме того, он должен был совмещать обязанности наводчика, радиста  и заряжающего. В распоряжении командира был шарнирный перескопический прицел в маске орудия, а также спаренный с пушкой ДТ. Хоть проект и не предусматривал установку командирской башенки, у командира был достаточно хороший круговой обзор за счёт четырёх смотровых щелей по бортам башни, а также прибора наблюдения на крыше башни.

#### Заряжающий (по проекту)
Точного места расположения заряжающего не известно. Известно только то, что он должен был играть роль и наводчика орудия. Наведение при этом оставалось неизменным — с помощью шарнирного прибора наблюдения.

### Вооружение
Основное вооружение танка должно было состоять из классического для советских лёгких танков 45-мм орудия 20-К. Наведение должно было осуществляться классическим для Т-34 перескопическим прицелом. Также, танк планировалось вооружить двумя пулемётами ДТ. Один располагался в маске орудия. Второй не был предусмотрен чертежом, но в документации к проекту он упоминался как курсовой.
Боекомплект танка состоял из 150-и снарядов для пушки и 75-и дисков для пулемёта. Расположение боекомплекта не было предусмотрено чертежом.

### Двигатель
Танк должен был оснащаться спаркой двух автомобильных двигателей ГАЗ-11. Двигатели закреплялись на общей раме. По задумке автора, двигатели соединялись между собой с помощью поперечной передачи. Также, они должны были иметь обую систему подачи топлива, выключатель зажигания и кнопку электростартёра. Обслуживание двигателя должно было происходить через специальные люки МТО, как у Т-34.

### Трансмиссия
Предполагалось, что у танка будет смешанная подвеска. Она должна была совмещать себе решения как Т-34, так и Т-60. По проекту подвеска должна была быть торсионной, как у Т-60, но с опорными катками большого диаметра без поддерживающих катков, как у Т-34.
Подвеска танка состояла из парыведущих звёздочек в кормовой части танка, пары ленивцев спереди и восьми опорных катков, диаметра 650 мм. Ширина траков гусеницы предполагалось 300 мм.

## Судьба проекта
Проект получился вполне соответствующим современным реалиям 1942 года. Танк обладал рядом оригинальных решений. Он мог заменить Т-60. Кроме того, он ни в чём не уступал Т-70. Проект получился более продуманным, чем некоторые другие аванпроекты на подобии МТ-25, также он не уступал некоторым проектам КБ. 
Но проекту было суждено не сбыться. Вовсю шло хорошо налаженное производство Т-70. На базе Т-70 даже были проекты новых противотанковых самоходных установок, чего явно не было у танка Проворнова. В связи с этим проект танка был принят, но не рассмотрен, из-за чего его закрыли. 
Не смотря на это, некоторые оригинальные решения танка были реализованы на других танках, например, оригинальные траки, которые предполагались на ЛТП, были реализованы на модификации танка Т-70.

## В массовой культуре

### Моделизм
Модели танка не выпускает ни одна из модельных фирм. Скорее всего, это связано с небольшой популярностью танка, в очень узких кругах, например, игровых.

### В играх
Танк встречается в играх World of Tanks и World of Tanks Blitz. В обоих играх он расположен на III уровне. В World of Tanks ЛТП — акционный, он выдавался на 15-летие игры, а в World of Tanks Blitz — коллекционный. Танки немного отличаются от чертёжного варианта. Например, использована концепция из документов — двухместная башня. Кроме того, отсутствует курсовой пулемёт. Двигатель использован М-80, хотя предполагалась спарка из ГАЗ-11. Пушки практически соответствует проекту. В игре установлена 45-мм пушка 20-К(л). Скорее всего, имелось в виду, что пушка облегчена для установки в танк, хотя в жизни предполагалась обычная 20-К. Также в игре броня танка немного отличается. Она имеет толщину в 15-30 мм., хотя предполагалась броня на уровне Т-34 — 45 мм.

## Смотрите также
- ЛТГ
- МТ-25
- ЛТТБ (танк)
- Т-60
- Т-70
- Т-80
- Т-26